# Big Big World (bài hát)
"Big Big World" là một ca khúc nổi tiếng của ca sĩ người Thụy Điển Emilia Mitiku, phát hành vào ngày 17 tháng 9 năm 1998. Bài hát là lời giới thiệu cho an-bum cùng tên phát hành tháng 10 cùng năm. Ngay khi ra mắt, “Big Big World” đã tạo tiếng vang lớn tại châu Âu và châu Á, giúp cho khán giả thế giới biết đến cái tên Emilia.
Mặc dù đạt thành công lớn ngay lần đầu ra mắt đại chúng, nhưng các sản phẩm sau đó của Emilia lại rất mờ nhạt. "Big Big World" được coi là một trường hợp của “one-hit wonder”.
Ca sĩ người Mỹ gốc Việt Trish Thùy Trang từng thể hiện lại bài hát trong an-bum "I'll Dream of You", phát hành năm 2000.

## Nội dung bài hát
Ca khúc nằm trong an-bum phòng thu đầu tay cùng tên của Emilia Mitiku, phát hành mùa thu tháng 10 năm 1998. Trước đó, năm 1996, sau khi tốt nghiệp trường trung học âm nhạc Adolf Fredrik, Emilia được phát hiện bởi Lasse Anderson - con trai người quản lý nhóm nhạc ABBA đình đám. Ca khúc “Big Big World” đánh dấu bước ngoặt lớn trong sự nghiệp của cô.
Ca khúc - được sáng tác và thu âm khi Emilia vừa tròn 20 tuổi - truyền tải cái nhìn chân thật về cuộc sống nội tâm của một cô gái trẻ trước những biến động tình cảm đầu đời. Đối diện với nỗi buồn chia tay người mình yêu, dù đau đớn đến nhường nào, cô gái trong bài hát vẫn tự hứa phải luôn mạnh mẽ để sống tốt.
Emilia sử dụng một giọng hát run run, nhỏ nhẹ, kèm theo tiếng thở mong manh, nhưng lại không hề bi lụy, tựa như cô đang an ủi, trấn an cho những người phụ nữ đang trong hoàn cảnh tương tự.
Năm nốt đầu tiên của bài hát được lấy từ ca khúc dân ca Thụy Điển "Nu grönskar det". Bản thân giai điệu "Nu grönskar det" lại được dựa trên giai điệu của bản nhạc "Mer hahn en neue Oberkeet" của Johann Sebastian Bach.
Điều trùng hợp là chuyện tình cảm của Emilia sau này cũng giống nội dung ca khúc. Ca sĩ kể đầu những năm 2000, cô chuyển tới Berlin để học đại học. Tại đây, cô gặp người đàn ông mà cô nghĩ là một nửa của mình, thế nhưng mối quan hệ tan vỡ khiến cô đau lòng. Emilia chia sẻ: "Anh ta thật sự đã dạy cho tôi nhiều điều mới, trong đó có cả nỗi đau khi phải chia tay. Thật kỳ lạ khi câu chuyện này lại vô cùng giống với bài hát đầu tiên của tôi".
I can see the first leaf falling, it's all yellow and nice

It's so very cold outside, like the way i'm feeling inside
I'm a big big girl, in a big big world

It's not a big big thing, if you leave me

But i do do feel that

I too too will miss you much

Miss you much...
Outside it's now raining, and tears are falling from my eyes

Why did it have to happen?

Why did it all have to end?
I have your arms around me like fire

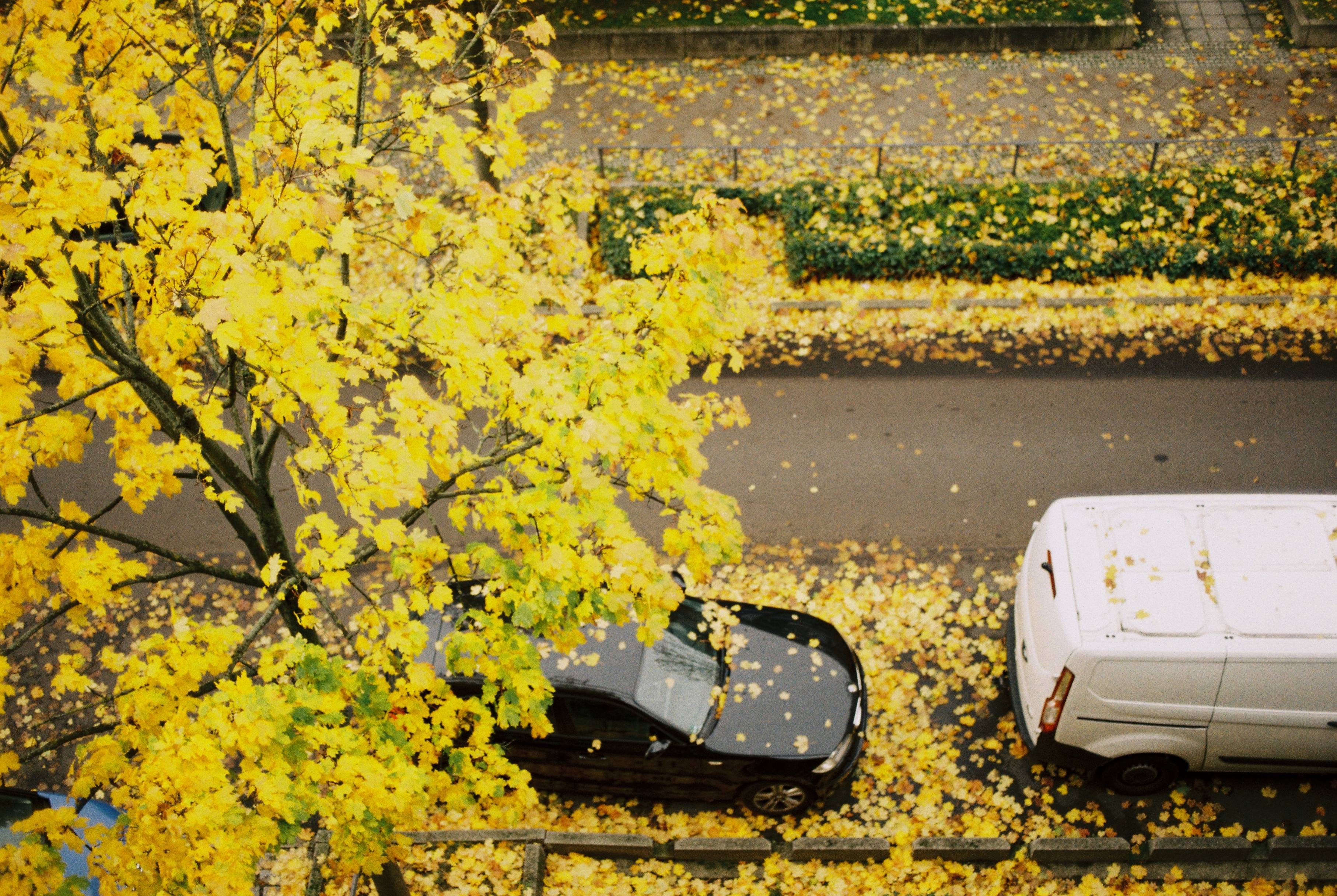
Lời bài hát liên quan đến mùa thu ở đô thị

But when i open my eyes

You're gone...

## MV ca nhạc
Đoạn phim ca nhạc của bài hát được quay đen trắng, ghi hình tại thành phố New York. Hình ảnh Emilia xuất hiện ở nhiều địa điểm khác nhau trong thành phố. Lúc thì vội vã giữa phố xá đông người, lúc lại cô đơn, đau buồn đến quằn quại khi đứng trên tầng cao một tòa nhà chọc trời, nhìn xuống thành phố bên dưới. Kết thúc là giữa một con hẻm nhỏ, sâu, nơi cô giống một con cún nhỏ lủi thủi một mình.

## Tiếp nhận và đánh giá
"Big Big World" thành công vang dội ở châu Âu, vươn lên vị trí số một trong các bảng xếp hạng tuần tại 8 nước: Áo, Vlaanderen (Bỉ), Đức, Hà Lan, Na Uy, Tây Ban Nha, Thụy Điển và Thụy Sĩ. Đạt vị trí số hai bảng xếp hạng tuần tại Wallonie (Bỉ), Đan Mạch, Pháp, Hungary, Ý. Đứng trong tốp 10 tại Ireland, New Zealand, Phần Lan, Ba Lan, Vương quốc Anh, Scotland, Hy Lạp. Ngày 27 tháng 2 năm 1999, bài hát vươn lên số một Eurochart Hot 100. Tuy nhiên, ở Mỹ, "Big Big World" chỉ đứng thứ 92 trong Billboard Hot 100. Người nghe nhạc tại Việt Nam rất quen thuộc với "Big Big World", vì bài hát cũng từng làm mưa làm gió trên MTV Á Châu. Tại quê nhà Thụy Điển, "Big Big World" lập kỷ lục là đĩa đơn được phát nhanh nhất trên đài phát thanh, với thời lượng phát sóng cứ 13 phút một lần.
Đánh giá từ giới báo chí là tương đối tích cực. Các nhà phê bình cho rằng thành công của bài hát ngay trong thời điểm nó ra mắt mùa thu năm 1999, đến từ cách truyền tải đơn giản, với giai điệu chậm rãi, vang lên không ngừng, cộng với lời ca gợi tả nét buồn của mùa thu, đã ghi dấu ấn ngay lập tức trong lòng người nghe.
Về mặt thương mại, bài hát đã được trao giải đĩa vàng tại Pháp, New Zealand, Thụy Sĩ; đĩa bạc tại Vương quốc Anh; đĩa bạch kim tại Áo, Bỉ, Đức, Hà Lan, Na Uy và Thụy Điển. Doanh số bán được của "Big Big World" tính đến năm 2018 là 4,5 triệu bản.
Năm 1998, bài hát đã giành được giải thưởng "Bài hát của năm" tại hai lễ trao giải âm nhạc quan trọng của Thụy Điển là Grammis và Rockbjörnen.

## Các bản ghi âm phát hành
| Đĩa đơn CD tại châu Âu 1. "Big Big World" – 3:22 2. "Big Big World" (bản mix Traffic Jam—88 BPM) – 4:14 Đĩa đơn CD tại Anh 1. "Big Big World" (bản radio) – 3:22 2. "Big Big World" (bản album) – 3:22 3. "Big Big World" (bản remix Pierre J's big radio) – 3:29 4. "Big Big World" (bản mix TNT big big club) – 6:31 | Đĩa đơn băng cát-xét tại Anh 1. "Big Big World" (bản radio) – 3:22 2. "Big Big World" (bản remix Pierre J's big radio) – 3:29 Đĩa đơn maxi-CD tại Úc 1. "Big Big World" (bản album) – 3:22 2. "Big Big World" (bản remix Pierre J's big radio) – 3:30 3. "Big Big World" (bản rút gọn TNT's big phat radio) – 3:12 4. "Big Big World" (bản karaoke) – 3:22 |

## Bảng xếp hạng
| Bảng xếp hạng (1998-99)              | Thứ hạng cao nhất |
| ------------------------------------ | ----------------- |
| Úc (ARIA)                            | 17                |
| Áo (Ö3 Austria Top 40)               | 1                 |
| Bỉ (Ultratop 50 Flanders)            | 1                 |
| Bỉ (Ultratop 50 Wallonia)            | 2                 |
| Canada (RPM)                         | 39                |
| Đan Mạch (Tracklisten)               | 2                 |
| Châu Âu (European Hot 100 Singles)   | 1                 |
| Phần Lan (Suomen virallinen lista)   | 4                 |
| Pháp (SNEP)                          | 2                 |
| Đức (Official German Charts)         | 1                 |
| Ireland (IRMA)                       | 3                 |
| Ý (FIMI)                             | 2                 |
| Hà Lan (Dutch Top 40)                | 1                 |
| Hà Lan (Single Top 100)              | 1                 |
| New Zealand (Recorded Music NZ)      | 3                 |
| Na Uy (VG-lista)                     | 1                 |
| Scotland (OCC)                       | 7                 |
| Tây Ban Nha (AFYVE)                  | 1                 |
| Thụy Điển (Sverigetopplistan)        | 1                 |
| Thụy Sĩ (Schweizer Hitparade)        | 1                 |
| Anh Quốc (OCC)                       | 5                 |
| Hoa Kỳ Billboard Hot 100             | 92                |
| Hoa Kỳ Adult Pop Airplay (Billboard) | 39                |
| Hoa Kỳ Pop Airplay (Billboard)       | 26                |

| Bảng xếp hạng (1998)                 | Vị trí |
| ------------------------------------ | ------ |
| Belgium (Ultratop 50 Flanders)       | 3      |
| Finland (Suomen virallinen lista)    | 65     |
| Netherlands (Dutch Top 40)           | 84     |
| Netherlands (Single Top 100)         | 25     |
| Norway Autumn Period (VG-lista)      | 1      |
| Sweden (Sverigetopplistan)           | 2      |
| UK Singles (Official Charts Company) | 76     |
| Bảng xếp hạng (1999)                 | Vị trí |
| Austria (Ö3 Austria Top 40)          | 7      |
| Belgium (Ultratop Flanders)          | 40     |
| Belgium (Ultratop Wallonia)          | 23     |
| Denmark (Tracklisten)                | 9      |
| Europe (European Hot 100)            | 6      |
| France (SNEP)                        | 8      |
| Germany (Official German Charts)     | 4      |
| Italy (Hit Parade)                   | 21     |
| Netherlands (Dutch Top 40)           | 37     |
| Netherlands (Single Top 100)         | 16     |
| Norway Winter Period (VG-lista)      | 13     |
| Switzerland (Schweizer Hitparade)    | 4      |
| UK Singles (Official Charts Company) | 199    |

| Bảng xếp hạng (1990–99)    | Vị trí |
| -------------------------- | ------ |
| Netherlands (Dutch Top 40) | 52     |

## Chứng nhận
| Quốc gia                                                                           | Chứng nhận  | Số đơn vị/doanh số chứng nhận |
| ---------------------------------------------------------------------------------- | ----------- | ----------------------------- |
| Áo (IFPI Áo)                                                                       | Bạch kim    | 50.000*                       |
| Bỉ (BEA)                                                                           | 2× Bạch kim | 100,000*                      |
| Pháp (SNEP)                                                                        | Vàng        | 250,000*                      |
| Đức (BVMI)                                                                         | Bạch kim    | 500,000^                      |
| New Zealand (RMNZ)                                                                 | Vàng        | 5,000*                        |
| Na Uy (IFPI)                                                                       | 2× Bạch kim | 40,000*                       |
| Thụy Điển (GLF)                                                                    | 3× Bạch kim | 90.000^                       |
| Thụy Sĩ (IFPI)                                                                     | Vàng        | 25.000^                       |
| Anh Quốc (BPI)                                                                     | Bạc         | 200.000^                      |
| * Chứng nhận dựa theo doanh số tiêu thụ. ^ Chứng nhận dựa theo doanh số nhập hàng. |             |                               |